# Корвети типу «Флавер»
Корвети типу «Флавер» (англ. Flower class) — тип корветів періоду Другої світової війни. Кораблі, що відіграли величезну роль у битві за Атлантику і стали для англійців таким же символом перемоги, яким для СРСР був танк Т-34. Призначались для протичовнової оборони трансатлантичних конвоїв, однак, виконували різноманітні бойові завдання, в тому числі патрульну й мінно-тральну службу. Разом було збудовано 267 корветів цього типу.

## Історія створення
Клас корветів відродився в Королівському флоті 1939 року, коли було перекласифіковано 112 конвойних (чи ескортних) шлюпів, збудованих у 1915—1938 роках для колоніальної служби. Але, усвідомивши неминучість війни, Британське Адміралтейство почало кілька термінових військових програм. Подібно до Першої світової війни, головна увага приділялась Флоту метрополії. Від ескортних же сил вимагались дешевизна, простота й можливість масового будівництва.
Адміралтейство звернулось до фірми Smith's Dock Со. Ltd South Bank в Мідлсборо з проханням розробити проєкт корабля, який можна було б швидко та у великій кількості будувати на верфях, що не мали досвіду військового кораблебудування. Як прототип було обрано раніше збудоване на тій же верфі китобійне судно Southern Pride, що використовувало просту в обслуговуванні парову машину, проте вугільний котел було замінено на нафтовий. Корпус корабля подовжили для розміщення погребів боєзапасу та екіпажу.
Швидкість нового корабля, 16 вузлів, хоч і невисока, була більшою, ніж у підводного човна в підводному положенні, натомість мала довжина дозволяла описувати циркуляцію практично на місці. Озброєння складалось з відкритої чотиридюймової гармати, огородженої барбетом, і (в окремих випадках) двофунтової зенітної гармати «пом-пом» на круговій платформі в кормі. Все це доповнювалось парою кулеметів «Льюїс» чи «Віккерс» на містку. Перші корвети з їхнім коротким полубаком і містком китобоя мало були схожими на бойові кораблі: на хвилі екіпажі, що складались із новобранців і резервістів, дуже швидко укачувало, а через короткий полубак палубу в районі надбудови сильно заливало.
Для того, щоб пристосувати кораблі до вирішення задач, що змінились, кулемети Льюїс на них замінили на 20-мм гармати Ерлікон, а для розміщення екіпажу, що зріс із 47 у первинному проєкті до 95 осіб, полубак подовжили спочатку до половини довжини корабля, потім до двох третин. Це ж допомогло вирішити проблему із затопленням. Іноді новий варіант називається «модифікованим Flower».
| Прапор                          | Flower | Мод. Flower | Castle | Втрати |
| ------------------------------- | ------ | ----------- | ------ | ------ |
| Велика Британія                 | 150    | 26          | 39     | 21     |
| Канада                          | 86     | 36          | 12     | 10     |
| Індія                           | -      | 3           | -      | -      |
| Нова Зеландія                   | -      | 2           | -      | -      |
| США                             | 10     | 15          | -      | -      |
| Греція                          | 4      | -           | -      | -      |
| Франція                         | 9      | -           | -      | 2      |
| Нідерланди                      | 1      | -           | -      | -      |
| Норвегія                        | 6      | -           | 1      | 3      |
| Югославія                       | 1      | -           | -      | -      |
| Південно-Африканська Республіка | 1      | -           | -      | -      |
|                                 | 4      | -           | -      | 4      |

## Служба
Після поразки Франції в червні 1940 підводні човни країн Осі отримали зручні бази в окупованих гітлерівськими військами атлантичних портах. В результаті з'ясувалось, що по-перше, конвої потрібні у протичовновій обороні упродовж всього шляху слідування, а по-друге, їхні маршрути виявились у межах досяжності німецьких бомбардувальників і торпедоносців. Незважаючи на первинне призначення — прибережні дії, військова необхідність змусила з 1941 року використовувати корвети для охорони океанських конвоїв. Через нестачу ескортних кораблів основне навантаження з їх супроводження лягло на корвети типу Flower, єдиний тип, який можна було будувати швидко й у масовій кількості, незважаючи на те, що вони не були розраховані на тривале плавання й не мали достатнього зенітного озброєння. Кораблі успадкували від свого прототипу-китобоя чудову морехідність.
Первинно конвоювання проводилось лише від Британських островів до меридіану 30° з. д., після чого транспорти йшли самостійно. З часом запровадили охорону упродовж всього шляху. Але в типовому випадку корвети доходили тільки до точки передачі посередині Атлантики (англ. Mid-ocean Meeting Point, MOMP), де конвой приймала під охорону інша сторона. Звільнені кораблі підбирали зустрічний конвой і вели назад.
Служба на борту упродовж тривалих переходів була одноманітною, виснажливою та вкрай важкою психологічно. Умови проживання для офіцерів були прийнятними, але для матросів у переповненому, задушливому й сирому кубрику вони були важкими. Через неможливість збереження продуктів понад 2-3 дні, харчування тижнями складалось із сухого пюре й солонини. Основну частину екіпажів становили зовсім молоді хлопці, нестійкі до морської хвороби.

## Подальший розвиток типу
Для усунення основних недоліків проєкту (малого запасу пального та скупченості в житлових відсіках) було збільшено розміри корпусу, що дозволило розмістити й додаткове озброєння. Новий варіант, відомий як корвети типу «Касл» (англ. Castle), будувався починаючи з 1942 року. Подальше збільшення розмірів, установка двовалової силової установки для покращення живучості, посилення озброєння призвели до створення фрегатів типу «Рівер» (англ. River), що будувались з 1943.

## Повоєнне використання
Кораблі, що втратили необхідність після війни, були продані на злам, передані до дружніх флотів, проте 110 з них були продані як надлишки військового майна та почали використовуватись у цивільних цілях, були переобладнані на китобої й вантажні судна, буксири, метеорологічні судна. Кілька з них було придбано Пальямом і використовувались для нелегального транспортування євреїв до Палестини.